# Fraisse-sur-Agout
Fraisse-sur-Agout è un comune francese di 352 abitanti situato nel dipartimento dell'Hérault nella regione dell'Occitania.

## Società

### Evoluzione demografica
Abitanti censiti